# Constanza Ceruti
Constanza Ceruti   (Buenos Aires, 6 de gener de 1973), és una arqueòloga i antropòloga argentina, que ha realitzat més de vuitanta excavacions, la major part d'elles integrant equips de National Geographic, a les regions andines de l'Argentina, Xile, Bolívia i el Perú. Actualment està a càrrec de la conservació de les peces de tots els museus de la ciutat de Salta. La seva major troballa és el de les Mòmies de Llullaillaco, que són considerades com unes de les mòmies en millor estat de conservació del món. És l'única arqueòloga especialitzada en el camp d'alta muntanya a nivell mundial.
Va néixer a la ciutat de Buenos Aires el 1973. Va cursar a la Universitat de Buenos Aires la carrera de Ciències Antropològiques. Des de 1995 ha realitzat més de vuitanta ascensions al llarg dels Andes. En una de les primeres, el 1995, l'equip que integrava entre d'altres, al costat de Johan Reinhard, va trobar sis sacrificis humans de més de cinc-cents anys d'antiguitat a més de 5.800 msnm en el volcà Misti, proper a la ciutat peruana d'Arequipa. El 1999, un equip de la National Geographic integrat per Ceruti va descobrir a gairebé 7.000 msnm els cossos momificats de tres nens inques en excel·lent estat de conservació en el volcà Llullaillaco, situat en el nord-oest de l'Argentina a la província de Salta.
Entre les seves ascensions més notables, es troben les de la muntanya Aconcagua de 1996 i 1997, la del volcà Pissis i la del volcà Llullaillaco el 1999, la del nevado Illamani, en la Serralada Real, el 1998, la del Pico Meléndez i la dels nevados de Cachi i de Quehuar de 1996 i de 1999, la del turó General Belgrano el 1998, la del volcà Aracar el 1999, la de la Muntanya Hayna Potosí, en la Serralada Real, el 1997, la del volcà Chachani en 1998, la dels volcans Socompa i Licancabur en 1997, la del nevado del Chañi de 1996 i de 1997, la del volcà Cotopaxi en 1997 i la del volcà Misti en 1998.
Ha publicat quatre llibres sobre l'arqueologia d'Alta Muntanya en els Andes. En el 5 d'agost de 2000, dia del muntanyès, l'Exèrcit Argentí li va atorgar el Còndor Daurat Honoris Causa, una de les seves màximes distincions per la seva trajectòria professional. També va estar nominada en la terna per seleccionar la dona de l'any de l'Argentina el 2000.
A l'octubre de 2001 es va doctorar amb honors a la Universitat Nacional de Cuyo, convertint-se en la primera arqueòloga especialitzada en arqueologia d'alta muntanya. Actualment s'exerceix com a directora ad-honorem de l'Institut de Recerques d'Alta Muntanya de la Universitat Catòlica de Salta i com conservadora de les peces de tots els museus de la ciutat de Salta.